# Veto (banda)
Veto é uma banda de rock alternativo/rock eletrônico formada em Århus, Dinamarca.

## História
Veto é uma banda de rock formada em 2004. Logo no ano seguinte gravaram o primeiro EP I Will Not Listen. 
Em 2006 lançaram o primeiro álbum, intitulado There's A Beat In All Machines. 
Em Fevereiro de 2007 Veto ganhou o prémio dinamarquês Best New Act, nos Danish Music Awards. 

## Integrantes
- Troels Abrahamsen - vocais, sintetizadores
- David Krogh Andersen - guitarra
- Mark Lee - guitarra, sintetizadores
- Jens Skov Thomsen - baixo
- Mads Hasager - bateria

## Discografia
- I Will Not Listen (EP/2005)
- There's A Beat In All Machines (2006)
- Chrushing Digits (2008)
- Everything Is Amplified (2011)
- Sinus (EP/2012)
- Point Break (EP/2013)